# 에우로페

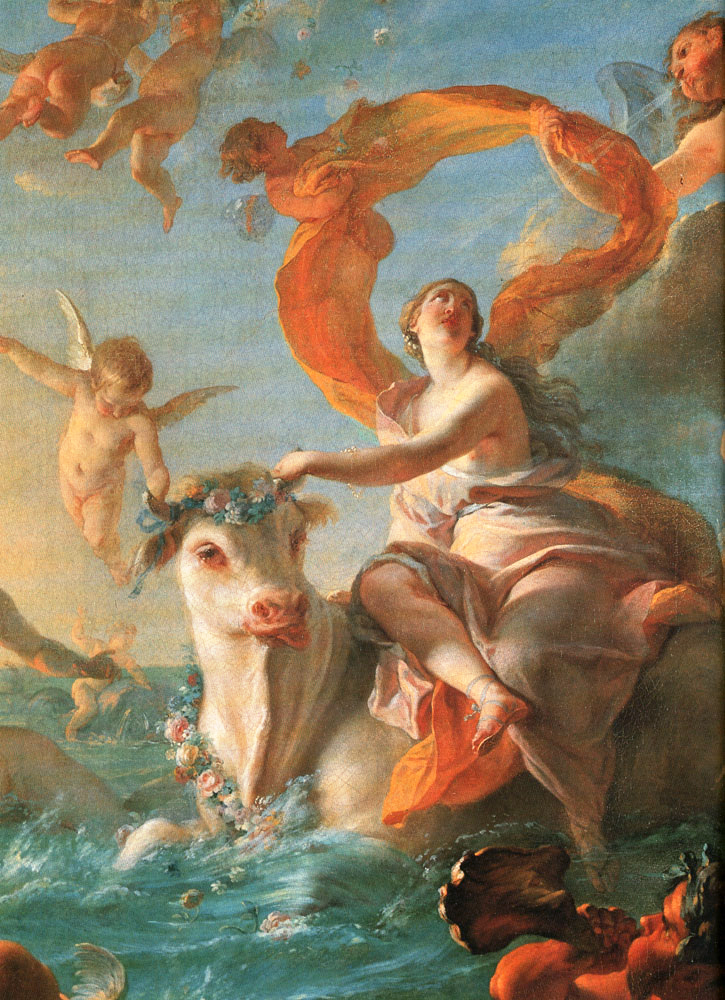
황소로 변한 제우스가 에우로페를 태우고 바다를 건너고 있다.

에우로페(그리스어: Ευρωπη, 영어: Europa)는 그리스 신화에 등장하는 여성이다. 대륙 유럽의 이름과 위성 유로파, 원소 유로퓸의 이름은 그녀에게서 따온 것이다.

## 가계
문헌들에 따르면 에우로페의 가족에 관해서는 세부적으로 약간씩 차이난다. 그러나 그녀는 페니키아인이며 이오의 후손이다. 이오는 제우스의 사랑을 받은 전설적인 요정으로 제우스가 아내 헤라의 질투를 피하기 위해 그녀를 암소로 변하게 하였다.
에우로페는 티레의 페니키아 왕 아게노르와 여왕 텔레파사의 딸이였다고 언급된다. 그러나 호메로스의 일리아스에 따르면 그녀는 포이닉스의 딸이다. 그녀에게는 남자 형제가 있었는데 카드모스와 킬릭스가 그들이었다. (몇몇 전승에서는 포이닉스도 그 형제들에 포함된다.)

## 전설
제우스가 꽃을 따러 나온 에우로페의 아름다움에 반했다. 제우스는 하얗고 멋진 황소로 변해서 그녀에게 접근했고 그녀를 등에 업고 바다로 들어가 크레타로 납치해서 그녀와 정을 통한다. 한편 아게노르는 딸이 행방불명이 되자 아들들을 불러 여동생을 찾아오기 전에는 돌아오지 말라고 엄명을 내렸다. 이에 카드모스와 킬릭스는 동생을 찾아 사방을 헤매게 되는데 카드모스는 아폴론의 도움으로 테베에 정착하여 도시를 세우고, 그리스에 문자를 가져왔다고 한다. 킬릭스는 소아시아의 킬리키아의 왕이 되어 그의 이름이 나라 이름이 되었다. 포이닉스는 세 번째 형제로 기록되기도 한다.
크레타에 도달한 후에 제우스는 에우로페에게 헤파이스토스가 만들어 준 목걸이를 선물했는데 그 목걸이는 영원히 미모와 젊음을 유지할 수 있다. 에우로페는 크레타에서 여왕이 되었고 제우스와의 사이에서 세 아들을 낳았는데 그 아들들의 이름은 미노스, 라다만티스, 사르페돈이다.

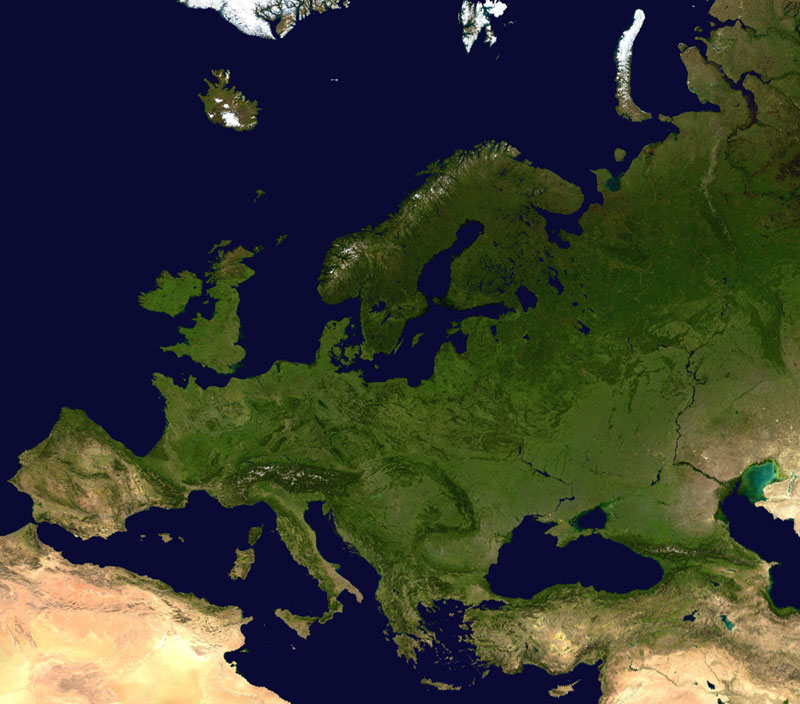
유럽 대륙의 위성사진.

## 유럽의 이름
그녀의 이름은 스트라보와 같은 그리스 고대 지리학자들에 의해 유럽 대륙의 이름으로 차용되었다. 이 이름은 그리스어 Ευρώπη에서 비롯되어 거의 모든 유럽어족에서 사용되었다.